# Kim Christofte
Kim Piitala Christofte (Copenaghen, 24 agosto 1960) è un ex calciatore danese, di ruolo difensore. Campione d'Europa agli Europei 1992 giocati in Svezia.

## Carriera

### Club
Christofte iniziò a giocare nelle giovanili dell'Ølstykke e del Brøndby. Nel 1979 passò nella prima squadra del Brøndby. Fu il primo giocatore per la cui cessione il Brøndby incassò una cifra in denaro, quando nel 1981 si trasferì in Belgio nel Lokeren per £ 16.000.
Al Lokeren giocò insieme al connazionale Preben Elkjær, ma alla scadenza del contratto, nel 1984, Christofte ritornò al Brøndby e fece parte della rosa che nel 1985 vinse il primo campionato danese nella storia del Brøndby.
Decise di trasferirsi nuovamente all'estero per giocare in Spagna con il Málaga e in Svizzera con il Wettingen 93.
Nel 1986 decise di tornare in patria all'Odense e nel 1988 per la terza volta la Brøndby. Qui, sotto la guida di Morten Olsen, raggiunse la semifinale di Coppa UEFA 1990-1991 e fu nuovamente chiamato in Nazionale da Richard Møller Nielsen.
Dopo l'Euro '92 si trasferì ancora all'estero, questa volta in Germania al Colonia. Durante la prima stagione a Colonia fu vittima di diversi infortuni e quando nella primavera del 1994 il nuovo allenatore del tedeschi Morten Olsen lo escluse dalla squadra, Christofte approfittò di una clausola nel suo contratto per lasciare il club con un anno di anticipo nel giugno del 1994.
Si trasferì quindi al Lierse, ma giocò solo una partita amichevole prima di tornare in Danimarca per motivi familiari. Il suo contratto con la squadra belga fu rescisso consensualmente, ma prima di ritirarsi definitivamente dal calcio ritornò a giocare per la squadra in cui aveva iniziato la sua attività, l'Ølstykke, nella seconda serie del campionato danese.

### Nazionale
Nel settembre del 1984 fece il suo debutto nella Nazionale danese. Dopo aver disputato 4 partite in Nazionale, un infortunio gli impedì di partecipare ai Mondiali 1986 in Messico.
Passato al Málaga e al Wettingen 93, non fu convocato in Nazionale da Sepp Piontek per sette anni.
Fu convocato per gli Europei 1992, in cui giocò tutte le partite del torneo contribuendo alla vittoria finale della Danimarca, convertendo anche l'ultimo rigore contro i Paesi Bassi, qualificando così la sua Nazionale per la finalissima.

## Palmarès

### Club
- Campionato danese: 3

Brøndby: 1985, 1990, 1991

### Nazionale
- Campionato d'Europa: 1

Svezia 1992